# Dapsilarthra apii
Dapsilarthra apii är en stekelart som först beskrevs av Curtis 1826.  Dapsilarthra apii ingår i släktet Dapsilarthra och familjen bracksteklar. Arten är reproducerande i Sverige. Inga underarter finns listade i Catalogue of Life.

## Bildgalleri

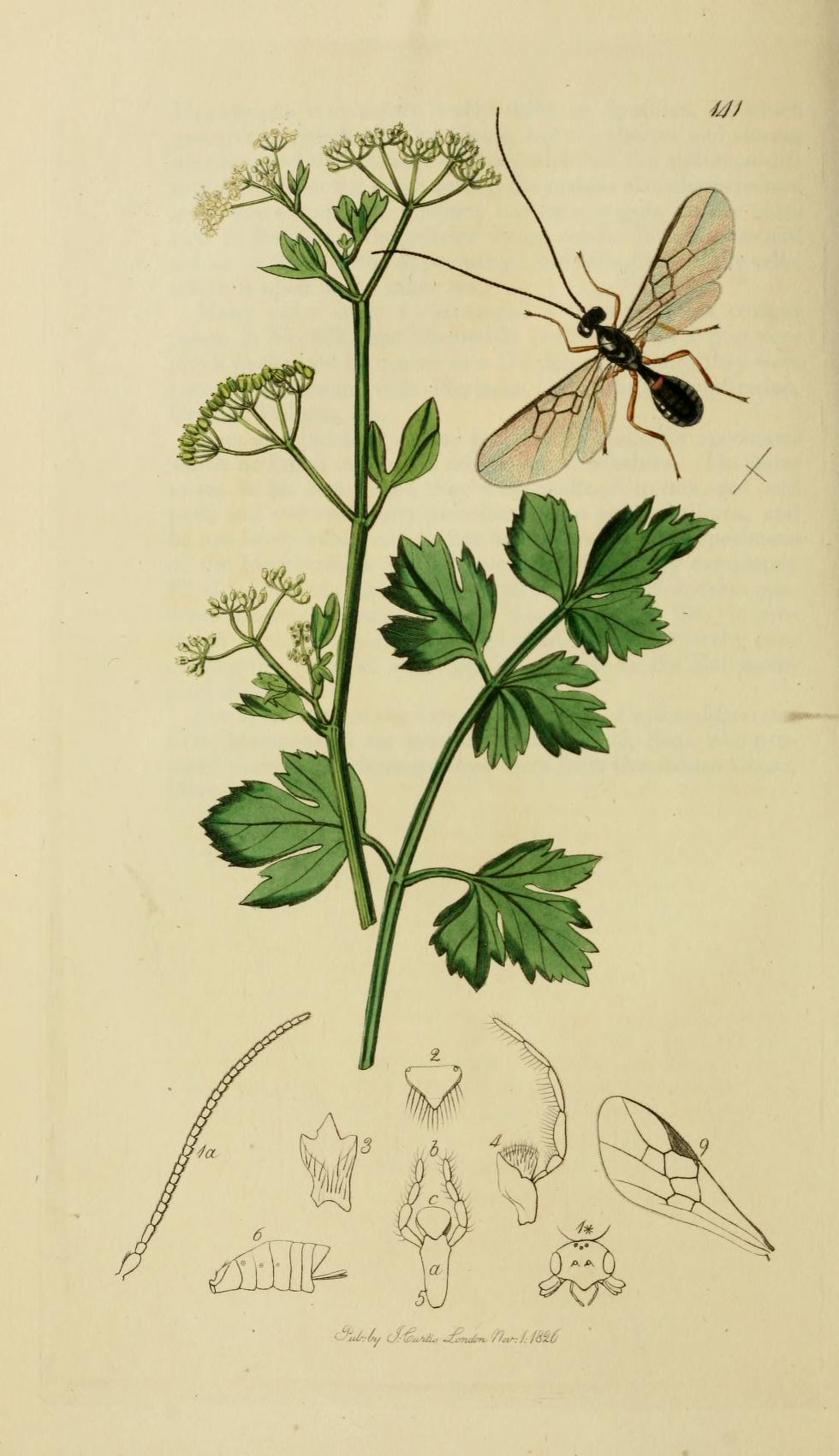